# Giovanni Antonio Amato il Vecchio
Giovanni Antonio Amato (genannt il Vecchio = der Ältere) (* um 1475 in Neapel; † um 1555 ebenda) war ein italienischer Maler, tätig in Neapel.
Zu ihm sind keine zeitgenössischen Dokumente bekannt, die Kenntnisse über ihn gehen überwiegend auf seine Lebensbeschreibung bei Bernardo De Dominici zurück.
Danach soll er ein Schüler eines gewissen Silvestro Bruno gewesen sein, der häufig mit Silvestro Buono identifiziert wird, was jedoch aus chronologischen Gründen (* um 1520) nicht möglich ist. Sein Stil soll von Perugino beeinflusst worden sein. Er fertigte Gemälde bzw. Fresken in zahlreichen Kirchen in Neapel (alle nicht erhalten oder nachweisbar): SS. Severino e Sossio („Tavola degli Arcangeli“), S. Nicola (durch Brand zerstört), S. Domenico Maggiore, S. Caterina, S. Potito all’Anticaglia, S. Pietro ad Aram, S. Maria del Carmine, S. Lorenzo Maggiore und im Dom S. Gennaro.
Der Maler Giovanni Antonio Amato il Giovane war angeblich sein Neffe und Schüler. Zu seinen Schülern werden u. a. Giovanni Bernardo Lama, Giovanni Vincenzo Corso, Pietro Negroni und Cesare Turco gezählt.